# Odo Casel
Odo Casel, geboren als Johannes Casel (Koblenz, 27 september 1886 – Herstelle, 28 maart 1948) was een benedictijn, en grondlegger van een liturgische vernieuwingsbeweging in de katholieke kerk.
Hij geldt als een van de bezielers en vooral denker van de katholieke "Liturgische Beweging" die vanaf 1921 een Liturgisch Jaarboek uitgaf.

## Leven
Casel werd monnik door zijn intrede (1905) in de Benediktijnerabdij van Maria Laach. Hij studeerde van 1908 tot 1912 theologie in het Romeinse benedictijnercollege Sant' Anselmo. Daarna ging hij naar Bonn om er klassieke filologie te studeren. Vanaf 1922 werd hij geestelijk leider van de benedictijnerabdij in Herstelle nabij Höxter.

## Denken
De hoofdverdienste van Casel ligt in het herstellen van een eenheid tussen geloofsinhoud en geloofsbeleving. Zo zag hij de liturgie, vooral die van de eucharistie, als een "werkzame" tegenwoordigstelling van het geloofsmysterie. Hij is de grondlegger van de mysteriëntheologie.
Casel bracht een verandering in de neo-scholastieke synthese die lang de eucharistische theologie heeft beïnvloed. Hij deelde een ongemak tegenover deze scholastiek als vrucht van de Middeleeuwen. Hij stelde dat het hele paasgebeuren de verlossing is die wordt gebracht in de eucharistie en niet de aanbidding van het kruisgebeuren. De theologische constitutie van de eucharistie ligt in het Paasgebeuren. Hierdoor ontstaat er een opwaartse gerichtheid van het hele liturgische gebeuren. Mysteriëntheologie stelt dat alles in de verhouding tot de deelname in de verlossing van Christus in het paasgebeuren.
Odo Casel heeft door zijn denken de sacramententheologie bevrijd van het dogmatische.

## Publicaties
Door zijn vele geschriften had Casel een grote invloed op de liturgische beweging in de Katholieke kerk, vooral in West-Europa. Tijdens het tweede Vaticaans concilie greep men vaak terug naar zijn denkbeelden bij het moderniseren van de liturgie.
Odo Casel publiceerde talrijke artikels in het Berlijnse tijdschrift Liturgische Zeitschrift, later omgevormd tot Liturgisches Leben.
- Das Gedächtnis des Herrn in der altchristlichen Liturgie: Die Grundgedanken des Messkanons (1918).
- De philosophorum graecorum silentio mystico scrips (1919).
- Die Liturgie als Mysterienfeier (1922).
- Das christliche Kult-Mysterium (1932).
- Das christliche Festmysterium (1941).
- Glaube, Gnosis, Mysterium (1941).
- Mysterium des Kommenden (1952).
- Vom wahren Menschenbild: Vorträge (1953).
- Mysterium des Kreuzes o.J. (1954).
- Mysterium der Ekklesia: Von der Gemeinschaft aller Erlösten in Christus Jesus. Aus Schriften und Vorträgen (1961).
- Vom Spiegel als Symbol, samengesteld uit onuitgegeven nagelaten geschriften (1961).